# Campoletis pedunculata
Campoletis pedunculata är en stekelart som först beskrevs av Günther Enderlein 1914.  Campoletis pedunculata ingår i släktet Campoletis och familjen brokparasitsteklar. Inga underarter finns listade.